# Dilbeek
Dilbeek er et kommunalt område i provinsen Vlaams-Brabant (Flamsk Brabant), Belgien. Indbyggertallet er pr. 1. juli 2005 på 39.366, og har et areal på 41,18 km².
Kommunen omfatter byerne Groot-Bijgaarden, Itterbeek, Schepdaal, Sint-Martens-Bodegem og Sint-Ulriks-Kapelle. 
Navnet Dilbeek begynder at optræde i dokumenter og på mønter i 1000-tallet.
50°50′N 4°16′Ø / 50.833°N 4.267°Ø